# Castellón de la Plana
Pour les articles homonymes, voir Castelló.
 (mars 2024).
Si vous disposez d'ouvrages ou d'articles de référence ou si vous connaissez des sites web de qualité traitant du thème abordé ici, merci de compléter l'article en donnant les références utiles à sa vérifiabilité et en les liant à la section « Notes et références ».
Castellón de la Plana, officiellement et en valencien Castelló de la Plana, est une ville espagnole située dans la province de Castellón, dont elle est le chef-lieu, dans la Communauté valencienne. Elle appartient à la comarque de la Plana Alta, dont elle est le chef lieu, et à la zone linguistique à prédominance valencienne.

## Géographie
Située à l'est de la péninsule ibérique sur une surface de terrain plat, entourée par différentes chaînes de montagnes à l'intérieur, et par la Méditerranée à l'est, devant laquelle s'étendent les 10 kilomètres de côtes dont jouit la municipalité. Le centre urbain principal se trouve à environ 30 mètres au-dessus de niveau de la mer et à quelque 4 kilomètres de la côte. Sur son territoire se trouve l'intersection du 40e parallèle nord et du méridien de Greenwich, qui est symbolisée par un monolithe dans le parc du Méridien. Le mathématicien et astronome français Pierre François Méchain s'est installé à Castellón pour donner une précision au méridien de Paris qui, à l'époque, rivalisait avec celui de Greenwich en tant que premier méridien du monde. Il s'installe à Castellón pour tenter de résoudre les conflits de temps et de lieu, mais le 20 septembre 1804, Méchain meurt à Castellón de la fièvre jaune.
Castelló selon l'INS a en 2015 une population de 171 669 habitants, et une aire métropolitaine d'environ 300 000 habitants. Cela la classe comme 4e ville de la communauté valencienne. Cette population est groupée en deux noyaux urbains et de population disséminées sur les 107,5 km2 de son territoire.
Jusqu'en 1252, ses habitants vivaient sur le Cerro de la Madeleine, et migrèrent dans la plaine cette année-là grâce à l'autorisation donnée par le roi Jacques Ier d'Aragon l'année précédente, 1251, date de la fondation de la ville. Cet événement est encore rappelé à l'occasion des célébrations de la Magdalena, déclarées en 2010 fêtes d'intérêt touristique international.
Depuis sa désignation en tant que capitale de la province du même nom, la ville a évolué, passant d'une population agricole à une ville industrielle et de services, grâce à l'installation de diverses institutions politiques, judiciaires, économique sociales et culturelles, qui ont contribué à la prospérité de la ville.
Parmi les événements importants qui ont eu lieu durant les plus de 750 ans d'existence, on note la signature des Normes de Castellón, des règles qui régissent la langue de Valence en 1932 ; la création de l'université Jaime I, en 1991 ; la tenue des Jeux Olympiques spéciaux de 2008 ou encore du tournoi international de golf Castellón Master Côte de Fleur d'Orangers, appartenant au tour PGA européen.

## Éléments identitaires

### Toponymie et gentilé
Castelló, en valencien, signifie « petit château », et Plana signifie « plaine ».
La première référence au toponyme de la commune apparaitrait grâce à la prétendue relation de Castelló avec la ville ibère de Cartalias, Castalias ou Castalium, cité dans la géographie de Strabon comme le lieu où se situe la source des muses grecques. Les premiers documents qui nomment l'installation dans le Cerro de la Madeleine le font sous les noms de « Kastilgón », « Castilgone ripa de mare » ou « Castilion », qui datent de l'époque de la conquête aragonaise par Le Cid. À la suite de la reconquête chrétienne définitive par Jacques Ier, le premier nom de la nouvelle ville sera Castelló de Borriana, Borriana étant la principale ville de la région et capitale de la Plana.

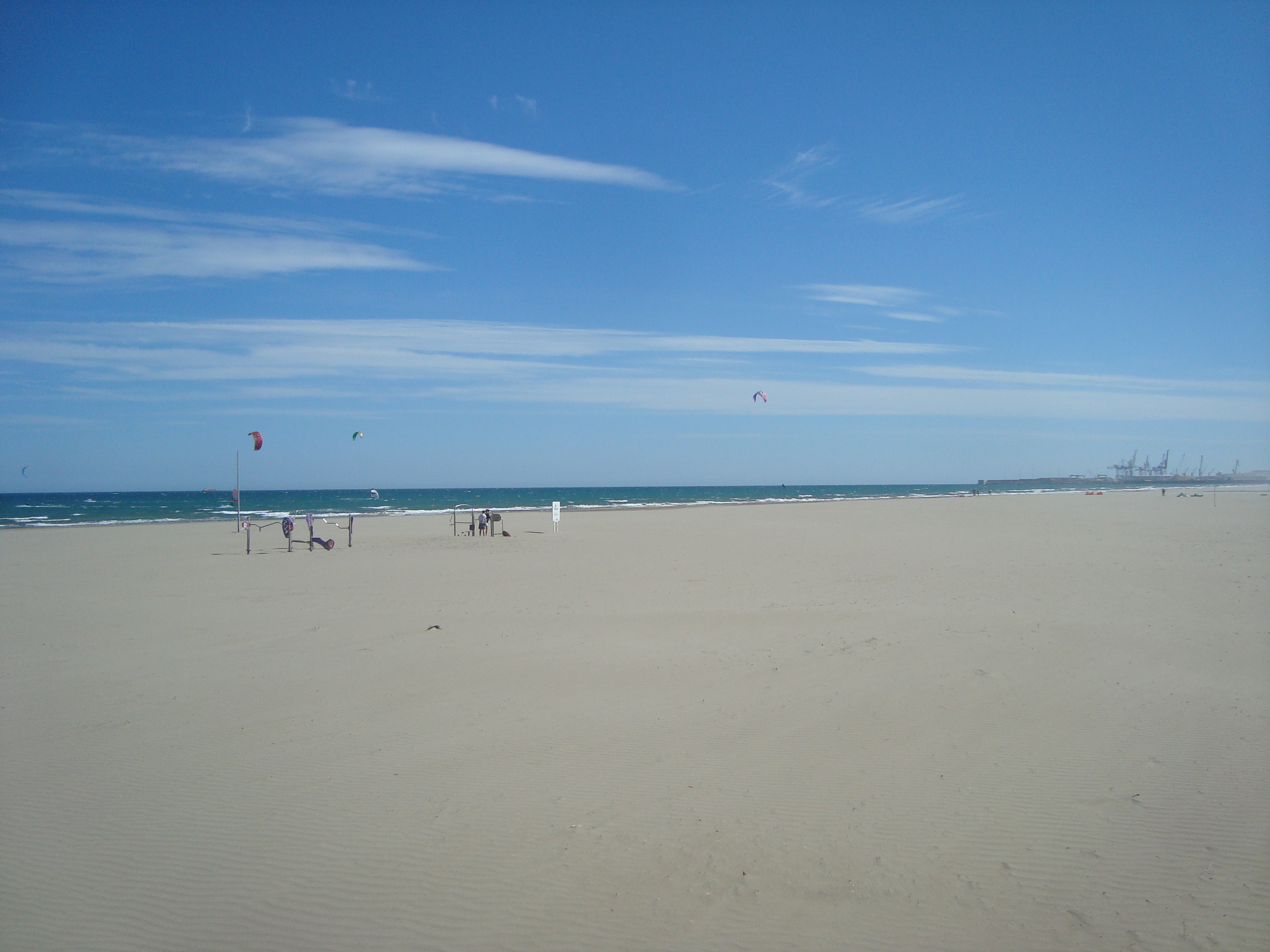
Plage del Gurugú (Castelló de la Plana)

Sur l'ensemble des Alqueries qui formaient la Plana, seul Benimahomet avait une population suffisamment importante pour être reconnu comme village en 1239. Par la suite, après le transfert de toutes les autorités à Castelló, le nom de Castelló de la Plana a été adopté, pour la différencier d'autres lieux déjà nommés Castelló.
En 1982,, la ville devient « Castellón de la Plana y Grao de Castellón / Castelló de la Plana i Grau de Castelló », abandonnant ainsi la version monolingue du nom en espagnol et en incluant la référence au quartier maritime.
En 1986,, est opéré un nouveau changement de nom pour aboutir au nom bilingue en espagnol et valencien « Castellón de la Plana / Castelló de la Plana ».
Le 22 mars 2019, à la suite du vote du conseil municipal, et après la validation par l'Académie valencienne de la langue, le Conseil de la Généralité valencienne a ratifié le nom officiel en valencien : Castelló de la Plana. Ce changement dans la dénomination devient officiel à partir du 15 de avril suivant, avec la publication dans le Boletín oficial del Estado.
L'habitude est de raccourcir le nom de la ville en Castellón, et la désignation de « Capitale de la Plana » fait référence à la situation de la ville.
Il n'existe pas de gentilé en français. En valencien, le gentilé est « castellonenc » pour les hommes, « castellonenca » pour les femmes. Dans le domaine folklorique, il existe l'adjectif « castelloner/a », qui se rapporte aux vêtements traditionnels et à ceux qui les portent. L'adjectif « castellonense » est l'appellation espagnole pour la ville et la province.

### Symboles

#### Armoiries
L'écu de Castellón se définit comme suit : Écu losange : D'or à quatre pals de gueules, au château crénelé d'argent maçonné de sable et éclairci du même brochant sur le tout. L'écu sommé d'une couronne royale ouverte. Traditionnellement, le château représente le château de Fadrell, ou Castell Vell, où se situait l'ancienne ville.

#### Drapeau
Le drapeau de Castellón est formé de quatre bandes rouges horizontales sur fond jaune, avec une barre verte verticale du côté du guindant au centre de laquelle figurent les armoiries de la ville.

#### Hymne
La ville ne dispose pas d'hymne officiel, toutefois, dans divers actes officiels est interprétée la marche de la ville, ouverture d'une composition de Matilde Salvador y Segarra, La Fille du roi barbu, un opéra de marionnettes tiré de la mythologie de Castelló créé en 1943. C'est l'hymne officiel des fêtes de la Magdalena, et au fil du temps est devenu le chant populaire de la ville.

## Géographie
La ville est située au croisement du 40e parallèle nord et du Méridien de Greenwich. Capitale d'une des provinces les plus montagneuses d'Espagne, mais cependant baignée par la Méditerranée le long de 112 km de côtes (Costa dels Tarojers).

### Localités limitrophes
Son territoire est voisin de l'Alcora, Almassora, Benicàssim, Borriol, Onda, Vilafamés et Vila-real. L'agglomération de Castelló dépasse donc les 300 000 habitants et est l'une des plus étendues au sein de la Communauté valencienne.

### Climat
Castellón jouit d'un climat méditerranéen (Csa). Les précipitations maximales se concentrent au début de l'automne. Les hivers sont doux et les étés chauds. Durant toute l'année, l'écart des températures est faible.
| Mois                                              | jan.            | fév.            | mars            | avril           | mai             | juin            | jui.            | août            | sep.            | oct.             | nov.             | déc.            | année           |
| ------------------------------------------------- | --------------- | --------------- | --------------- | --------------- | --------------- | --------------- | --------------- | --------------- | --------------- | ---------------- | ---------------- | --------------- | --------------- |
| Température minimale moyenne (°C)                 | 5,8             | 6,4             | 8,3             | 10,3            | 13,6            | 17,6            | 20,6            | 20,9            | 18,1            | 14,4             | 9,8              | 7               | 12,7            |
| Température minimale moyenne la plus basse (°C)   | 2,3             | 4               | 5,4             | 7,8             | 10,7            | 14,8            | 17,1            | 18,3            | 15,9            | 12               | 7,6              | 4,8             | 11              |
| Température minimale moyenne la plus haute (°C)   | 8,6             | 9,1             | 11,9            | 12,8            | 15,6            | 21,4            | 23              | 22,8            | 20              | 16,6             | 12,7             | 10,1            | 14,1            |
| Température moyenne (°C)                          | 10,6            | 11,3            | 13,4            | 15,4            | 18,5            | 22,5            | 25,3            | 25,6            | 22,9            | 19               | 14,3             | 11,4            | 17,5            |
| Température maximale moyenne (°C)                 | 15,3            | 16,2            | 18,5            | 20,5            | 23,4            | 27,3            | 30              | 30,3            | 27,6            | 23,5             | 18,8             | 15,8            | 22,3            |
| Température maximale moyenne la plus basse (°C)   | 12,5            | 14,1            | 16,1            | 18,3            | 20,5            | 23,9            | 27,7            | 28,5            | 25,2            | 21,4             | 16,9             | 13,9            | 21,3            |
| Température maximale moyenne la plus haute (°C)   | 18,2            | 19,3            | 22,9            | 22,3            | 25,7            | 31,5            | 31,9            | 33,4            | 29,5            | 25,8             | 21,1             | 18,5            | 23              |
| Record de froid (°C) date du record               | −4,4 16-01-1985 | −2,2 11-02-1983 | 0,4 10-03-1984  | 2,8 13-04-1986  | 5,2 09-05-1991  | 10,2 07-06-1984 | 12,6 25-07-1981 | 14,6 03-08-1998 | 9,8 28-09-1981  | 5,4 30-10-2008   | −0,4 20-11-1985  | −0,2 23-12-1986 | −4,4 16-01-1985 |
| Record de chaleur (°C) date du record             | 27,4 07-01-1982 | 28,8 25-02-1995 | 30,2 12-03-1981 | 30,6 29-04-1997 | 35 31-05-2010   | 37,4 15-06-2003 | 40,6 23-07-2009 | 39,4 12-08-2008 | 36 01-09-1988   | 31,4 11-10-1997  | 29 02-11-1995    | 25,4 13-12-1981 | 40,6 23-07-2009 |
| Nombre de jours avec température minimale ≤ –5 °C | 0               | 0               | 0               | 0               | 0               | 0               | 0               | 0               | 0               | 0                | 0                | 0               | 0               |
| Nombre de jours avec gel                          | 0,7             | 0,7             | 0               | 0               | 0               | 0               | 0               | 0               | 0               | 0                | 0                | 0,1             | 1,6             |
| Nombre de jours avec température maximale ≤ 0 °C  | 0               | 0               | 0               | 0               | 0               | 0               | 0               | 0               | 0               | 0                | 0                | 0               | 0               |
| Nombre de jours avec température maximale ≥ 25 °C | 0,1             | 0,4             | 1,3             | 2,1             | 9,3             | 24,4            | 30,7            | 30,7            | 26,5            | 9,5              | 0,7              | 0               | 136             |
| Nombre de jours avec température maximale ≥ 30 °C | 0               | 0               | 0               | 0,1             | 0,6             | 5,3             | 17,5            | 19,4            | 3,8             | 0,4              | 0                | 0               | 46,7            |
| Ensoleillement (h)                                | 179,8           | 179             | 209,1           | 234,7           | 271,9           | 296,4           | 328,6           | 290             | 229,3           | 203,2            | 173              | 164,2           | 2 755           |
| Record de vent (km/h) date du record              | 30 06-01-1995   | 26,7 25-02-1989 | 31,4 25-03-1983 | 25,6 11-04-1994 | 23,9 18-05-1992 | 19,4 14-06-1992 | 23,9 25-07-1987 | 21,4 25-08-1992 | 23,1 18-09-1986 | 22,8 21-10-2004  | 27,2 16-11-1982  | 27,5 21-12-1998 | 31,4 25-03-1983 |
| Nombre de jours avec rafales ≥ 57,6 km/h          | 2,4             | 2,1             | 2,4             | 2,3             | 0,8             | 0,3             | 0,4             | 0,4             | 0,7             | 0,9              | 1,2              | 2,4             | 17,2            |
| Nombre de jours avec rafales ≥ 100,8 km/h         | 0,1             | 0               | 0,1             | 0               | 0               | 0               | 0               | 0               | 0               | 0                | 0                | 0,1             | 0,5             |
| Pression atmosphérique au niveau de la mer (hPa)  | 1 020,4         | 1 018,8         | 1 017,4         | 1 013,8         | 1 014,6         | 1 015,7         | 1 015,7         | 1 015           | 1 015,7         | 1 016,2          | 1 016,6          | 1 018,3         | 1 016,6         |
| Précipitations (mm)                               | 35,7            | 31              | 30,8            | 41,6            | 43,9            | 19,4            | 8,6             | 24,1            | 71,2            | 69,9             | 48,8             | 42,2            | 467,3           |
| Précipitations les plus basses (mm)               | 0               | 0,1             | 0,6             | 0,9             | 1,4             | 0,1             | 0               | 1,5             | 4,2             | 3,2              | 0                | 0               | 259,7           |
| Précipitations les plus hautes (mm)               | 126,3           | 94,2            | 115,2           | 146,8           | 151,9           | 77,5            | 53,2            | 191,8           | 329,8           | 297,6            | 248,7            | 210,7           | 1 024,9         |
| Record de pluie en 24 h (mm) date du record       | 62,8 07-01-2006 | 66,8 26-02-2006 | 81,9 26-03-1982 | 68,8 18-04-1982 | 86,6 06-05-2003 | 30 09-06-2000   | 30 04-07-2003   | 82,5 22-08-1983 | 141 04-09-1989  | 120,3 24-10-2000 | 119,1 10-11-2005 | 81,2 24-12-1992 | 141 04-09-1989  |
| Nombre de jours avec précipitations               | 6,2             | 5,6             | 5,1             | 7,1             | 7,7             | 4,7             | 2,6             | 4,7             | 6,7             | 7,4              | 6,3              | 6,6             | 70,7            |
| dont nombre de jours avec précipitations ≥ 1 mm   | 4,2             | 3,5             | 3,3             | 4,6             | 4,7             | 2,8             | 1,4             | 2,4             | 5               | 5                | 4,2              | 4,4             | 45,5            |
| dont nombre de jours avec précipitations ≥ 10 mm  | 1,1             | 0,9             | 0,9             | 1,3             | 1,2             | 0,6             | 0,2             | 0,6             | 2               | 1,8              | 1,5              | 1,3             | 13,3            |
| Humidité relative (%)                             | 67              | 66              | 64              | 63              | 63              | 63              | 64              | 66              | 68              | 69               | 68               | 68              | 66              |
| Nombre de jours avec neige                        | 0               | 0               | 0               | 0               | 0               | 0               | 0               | 0               | 0               | 0                | 0                | 0               | 0               |
| Nombre de jours avec grêle                        | 0,1             | 0,1             | 0               | 0,1             | 0,2             | 0               | 0               | 0,1             | 0               | 0                | 0                | 0               | 0,7             |
| Nombre de jours d'orage                           | 0,3             | 0,2             | 0,3             | 1,7             | 2,3             | 2,7             | 2,1             | 3,9             | 3,9             | 2,7              | 0,8              | 0,3             | 21,7            |
| Nombre de jours avec brouillard                   | 0,5             | 1,2             | 1,4             | 0,7             | 0,2             | 0,1             | 0               | 0               | 0,1             | 0,2              | 0,1              | 0,3             | 5,2             |

| Diagramme climatique                                  |           |             |              |              |              |           |              |              |              |             |           |
| J                                                     | F         | M           | A            | M            | J            | J         | A            | S            | O            | N           | D         |
| 15,35,835,7                                           | 16,26,431 | 18,58,330,8 | 20,510,341,6 | 23,413,643,9 | 27,317,619,4 | 3020,68,6 | 30,320,924,1 | 27,618,171,2 | 23,514,469,9 | 18,89,848,8 | 15,8742,2 |
| Moyennes : • Temp. maxi et mini °C • Précipitation mm |           |             |              |              |              |           |              |              |              |             |           |

## Histoire
Le château arabe de Fadrell, dressé sur une colline sur les contreforts de la montagne du Desert, fut - ainsi que les hameaux de la Plana - le premier refuge de ceux qui ont été les fondateurs de la cité. Tous ces lieux ont été conquis par Jacques Ier le Conquérant en 1233, et ont été donnés à Ximén Pérez d'Arenós. Sous sa direction, les villageois vinrent s'installer au hameau de Benirabe, centre définitif de la cité. L'acte de naissance de Castelló est datée du 8 décembre 1251 à Lérida, où Jacques Ier concéda l'accord royal pour le transfert des habitants de la montagne vers la plaine. Avec ce transfert que la tradition situe au troisième dimanche de carême 1252, naquit Castelló de la Plana. La première dénomination fut celle de Castellón de Burriana (Castelló de Borriana), car cette dernière était la localité côtière la plus prospère en ce temps.
Au Moyen Âge, la cité était protégée par des fossés, des murailles et des tours. À cette époque a été construite l'église, qui deviendra la cathédrale au milieu du XVe siècle. C'est en 1366 que fut trouvée par le paysan Perot de Granyana la statue de la Vierge de Lledó, qui devint patronne de la Ville.
Aux XVIIe et XVIIIe siècles, la cité prit part à la révolte des Germanías et appuya l'archiduc Charles d'Autriche pendant la guerre de Succession d'Espagne ; elle a été soumise comme le reste du royaume par les troupes de Philippe V.
Au siècle suivant, les murailles sont abattues et la cité entame une lente expansion freinée par les guerres d'Indépendance et carlistes. En 1833, ont été fixées les limites provinciales définitives : Castelló de la Plana devint la capitale de l'actuelle division administrative, incluant pendant quelques années quelques communes limitrophes de la province de Teruel.
Pendant la seconde moitié du XIXe siècle, la cité commence son développement. Apparaissent alors les premiers édifices modernes : l'Hôpital Provincial, le Casino, le Teatro Principal, le Parc Ribalta... On agrandit le port et on ouvre des avenues qui communiquent avec la mer. La liaison ferroviaire Castelló-Valence, et celle d'intérêt local à voie étroite entre les communes voisines, appelée la Panderola, sont les nouveaux moyens de communications qui donnèrent un coup de fouet à la vigoureuse industrie céramique et aux fabriques de carreaux (azulejos).

### La Panderola

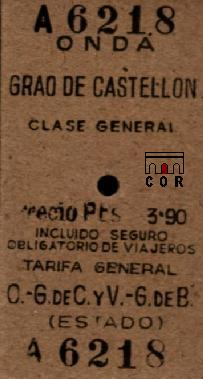
Billet de La Panderola.

Chemin de fer à voie étroite qui fut fondé en 1888, et qui reliait le Grau et Onda, en passant par Castelló, Almassora, Borriana et Vila-real. Son nom vient de la couleur de sa machine à vapeur, de la lenteur et des irrégularités de sa marche. Il est très présent dans la mémoire collective, avec des chansons traditionnelles qui le célèbrent. Il arrêta de circuler en 1963.

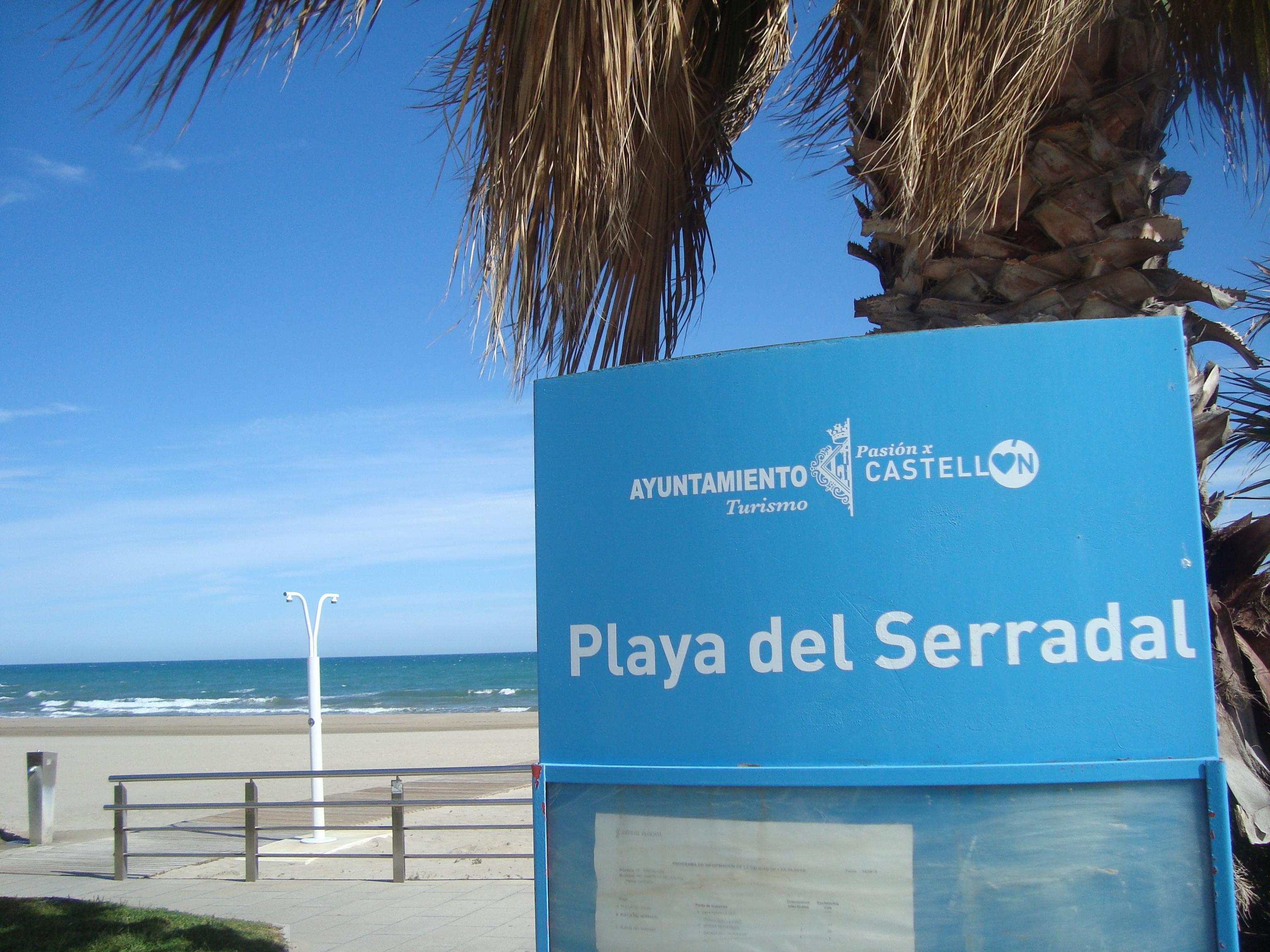
Plage del Serradal (Castellón de la Plana).

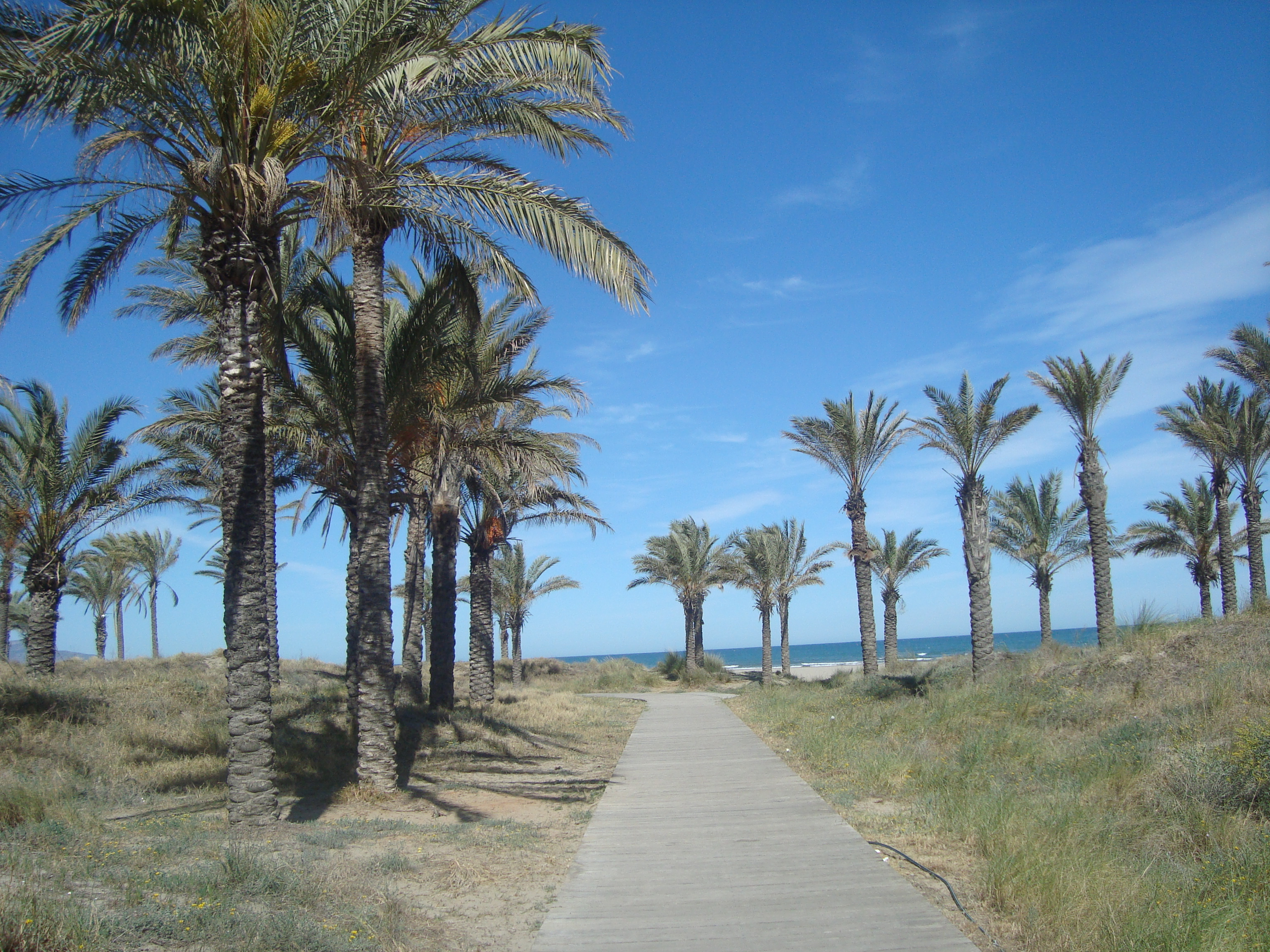
Plage del Palmeral (Castelló de la Plana).

## Administration
| Mandat    | Maire | Maire                                        | Parti | Majorité |
| --------- | ----- | -------------------------------------------- | ----- | -------- |
| 1979-1983 |       | Antonio Tirado Jiménez                       | PSOE  | 12 / 27  |
| 1983-1987 |       | Antonio Tirado Jiménez                       | PSOE  | 19 / 27  |
| 1987-1991 |       | Daniel Gozalbo Bellés                        | PSOE  | 12 / 27  |
| 1991-1995 |       | José Luis Gimeno Ferrer                      | PP    | 14 / 27  |
| 1995-1999 |       | José Luis Gimeno Ferrer                      | PP    | 16 / 27  |
| 1999-2003 |       | José Luis Gimeno Ferrer                      | PP    | 16 / 27  |
| 2003-2005 |       | José Luis Gimeno Ferrer Alberto Fabra (2005) | PP    | 15 / 27  |
| 2007-2011 |       | Alberto Fabra                                | PP    | 14 / 27  |
| 2011-2015 |       | Alberto Fabra Alfonso Bataller (07/2011)     | PP    | 15 / 27  |
| 2015-2019 |       | Amparo Marco Gual                            | PSOE  | 7 / 27   |
| 2019-2023 |       | Amparo Marco Gual                            | PSOE  | 10 / 27  |
| 2023-2027 |       | Begoña Carrasco García                       | PP    | 11 / 27  |

## Démographie

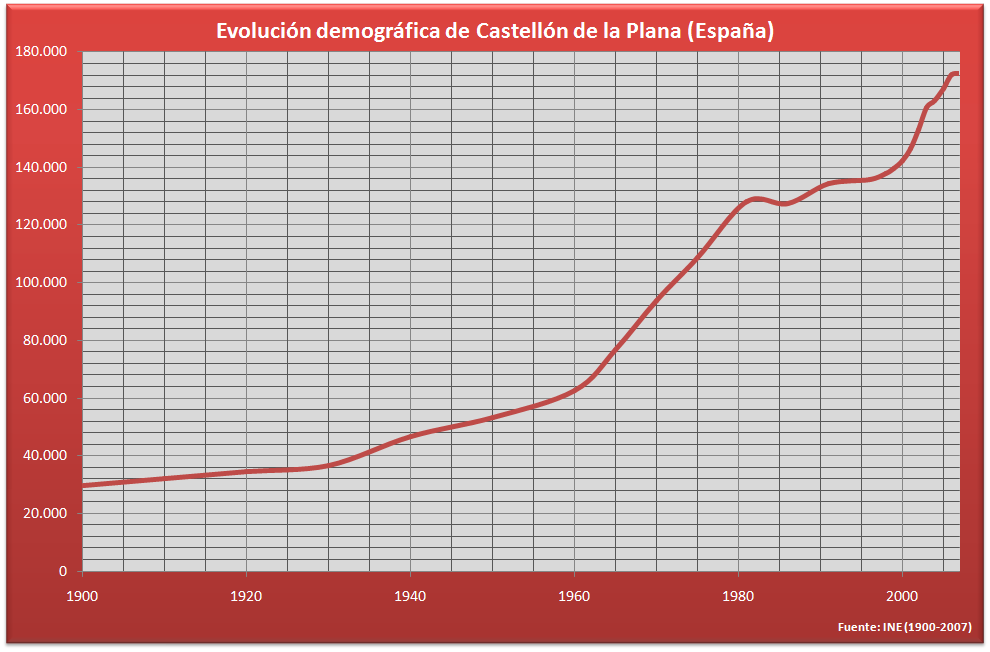
Évolution démographique de Castellón de la Plana.

| 1900   | 1910   | 1920   | 1930   | 1940   | 1950   | 1960   | 1970   | 1981    |
| ------ | ------ | ------ | ------ | ------ | ------ | ------ | ------ | ------- |
| 29 904 | 32 309 | 34 457 | 36 781 | 46 876 | 53 331 | 62 493 | 93 968 | 126 464 |

| 1991    | 2000    | 2005    | 2008    | 2009    | 2011    | - | - | - |
| ------- | ------- | ------- | ------- | ------- | ------- | - | - | - |
| 138 489 | 142 285 | 167 455 | 177 924 | 180 005 | 180 114 | - | - | - |

## Transports

### Chemin de fer
La ligne est reliée au réseau AVE depuis le 22 janvier 2018, avec des trajets reliant la ville à celle de Valence.

### Transports urbains
La ville compte douze lignes de bus transportant 3,4 millions de voyageurs.
En 2008, une ligne de trolleybus, le TVRCas, a été mise en service sur deux kilomètres.

### Transports maritimes
La ville dispose d'un port industriel et commercial, comprenant également des activités de pêche et de nautisme. Le port de Castellón est le neuvième port d'Espagne par les tonnages de marchandises traités, essentiellement des produits en vrac et des conteneurs. Des navires de croisière y font parfois escale.

## Enseignement
L'université Jaume I est située à Castellón de la Plana. Elle a été créée en 1991.

## Monuments

### Monuments religieux

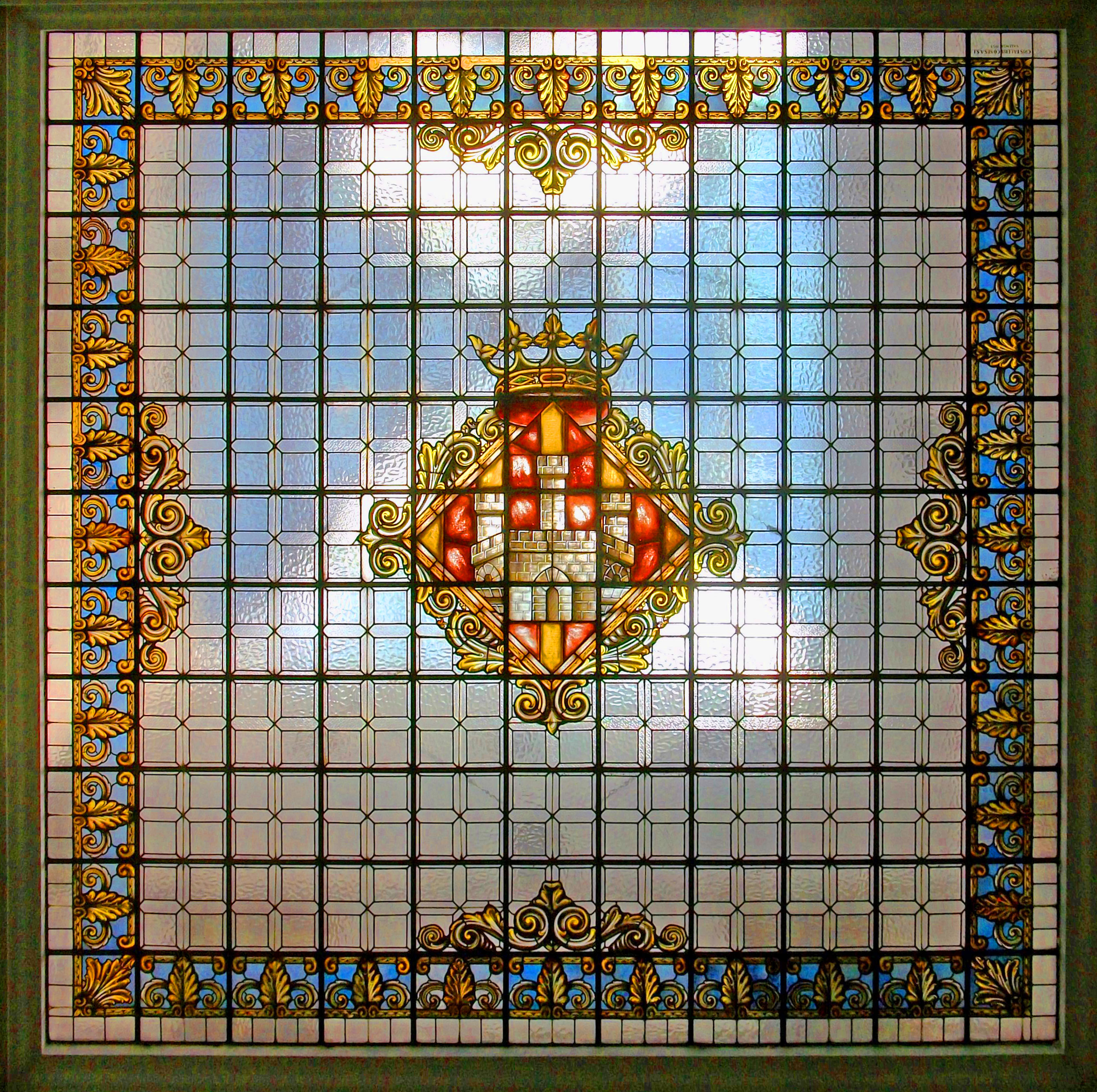
Vitrail de la cathédrale de Castellón de la Plana.

- La cathédrale Sainte-Marie. Édifice religieux, construit au XIIIe siècle en style gothique et reconstruit au XXe siècle.

- El Fadrí. Propriété municipale et séparé de la cathédrale voisine, c'est un édifice étendu, de plan octogonal, à cinq corps (le dernier cachant la salle des cloches) et une terrasse couronnée par une niche. Suivant les plans du Portugais Damián Mendes, il fut construit entre 1591 et 1604 par Francisco Gallana de la Lancha et Guillem del Rei, bien que son élégant portail d'entrée paraisse être l'œuvre du Français Johan Fraix. Sur le linteau de la porte, une pierre avec des caractères latins nous renseigne sur la construction et sur son propriétaire. En haut, sur la terrasse, sont disposées huit cloches et trois autres pour marquer les heures.
- Ermitage Sainte-Marie Madeleine.
- Basilique de la Vierge de Lledó. La tradition locale la fait remonter à l'origine de la dévotion et du culte à la Patronne de la Cité de Castelló en 1366. Le sanctuaire, qui a aujourd'hui rang de Basilique, fut construit entre 1724 et 1766 sur deux autres plus anciens d'origine médiévale.

### Monuments civils

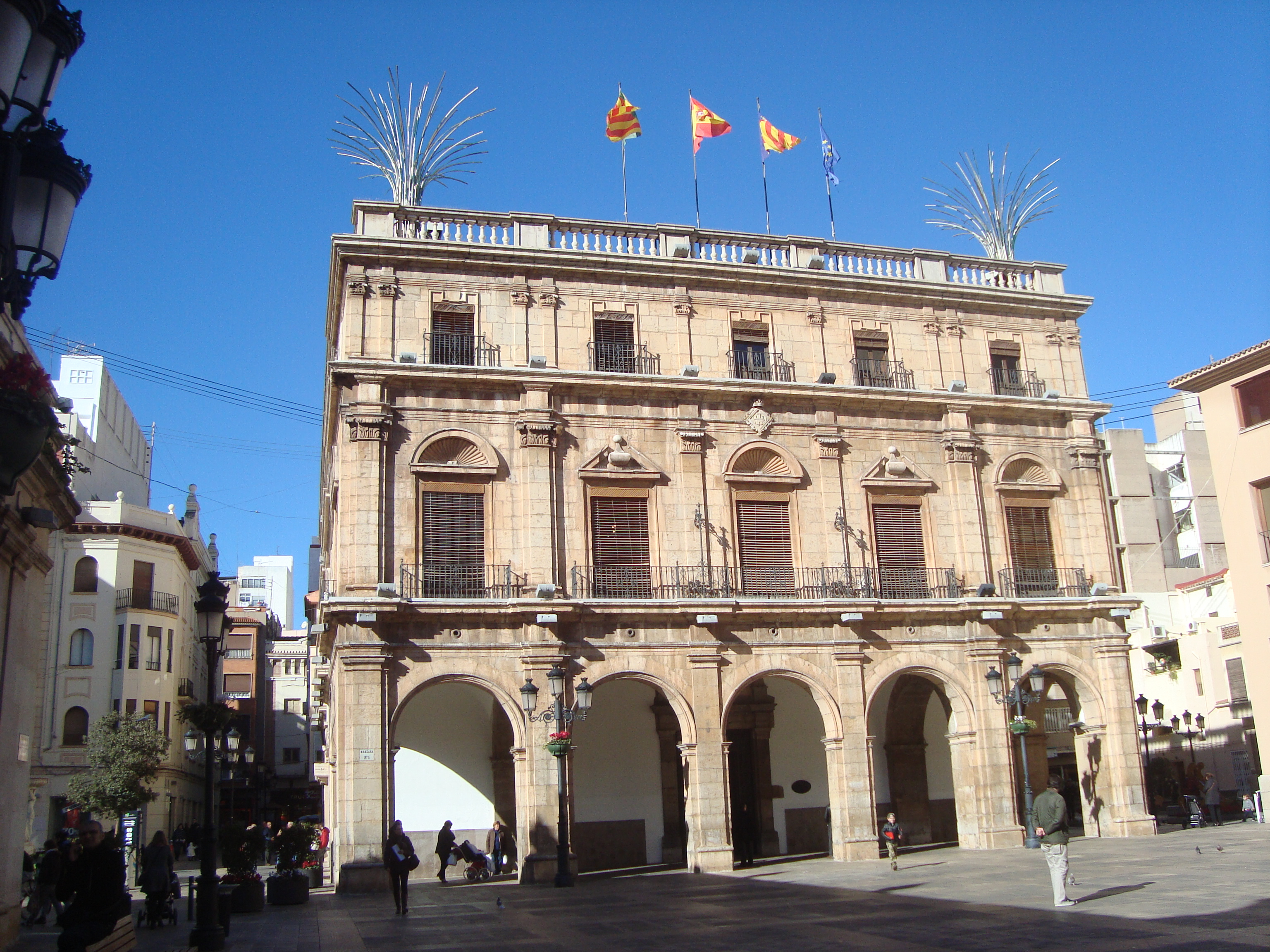
Mairie de Castellón de la Plana

- Mairie de Castellón de la Plana, laCasa de les Cigonyes (maison de style moderniste)
- Plaça Major
- Ajuntamient de Castelló de la Plana (Mairie). Construit au début du XVIIIe siècle, elle présente une jolie façade toscane.

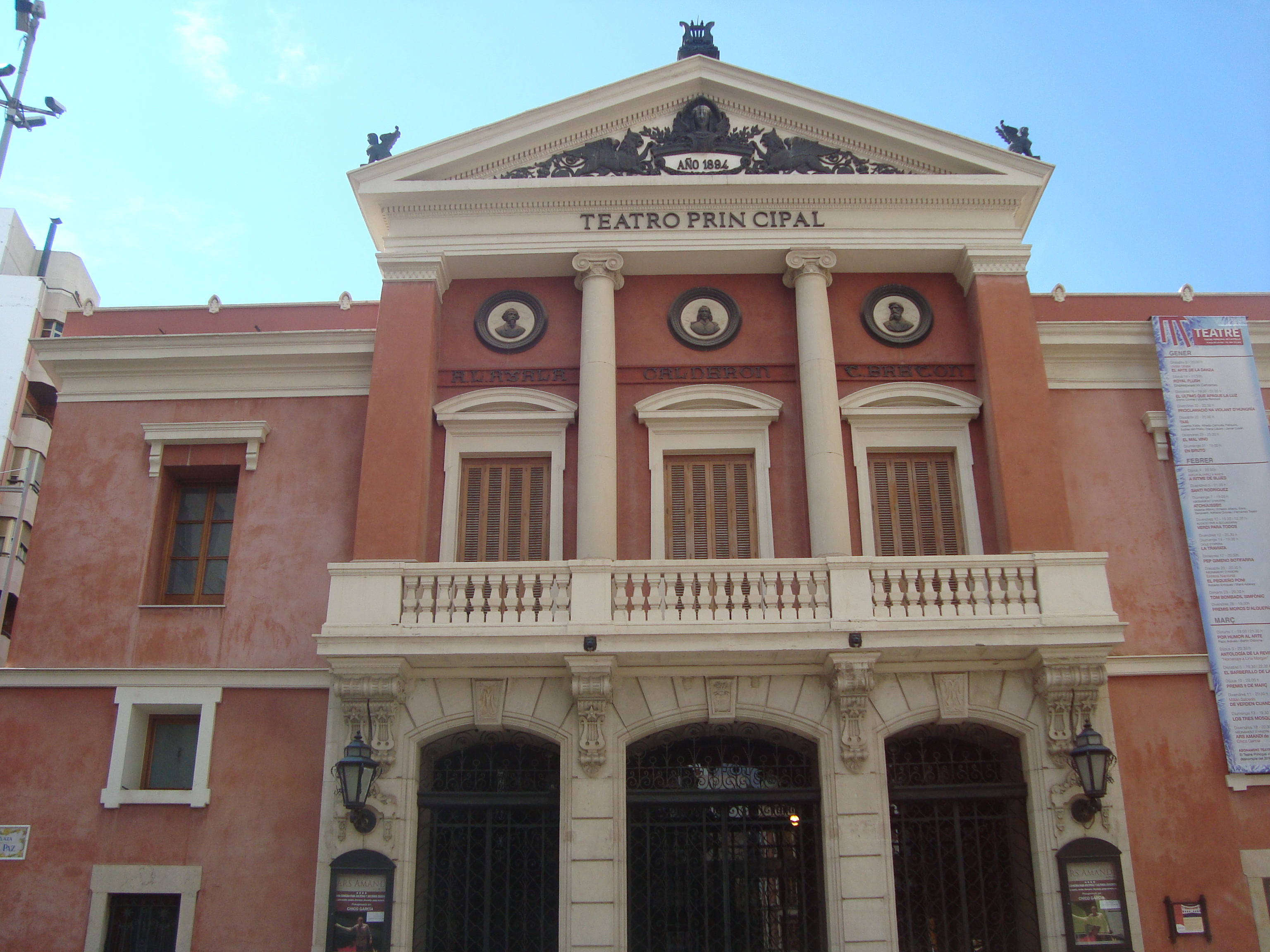
Théâtre Principal (Castellón de la Plana)

- Mercat Central (La Halle)
- Théâtre Principal (Castellón de la Plana)La Poste

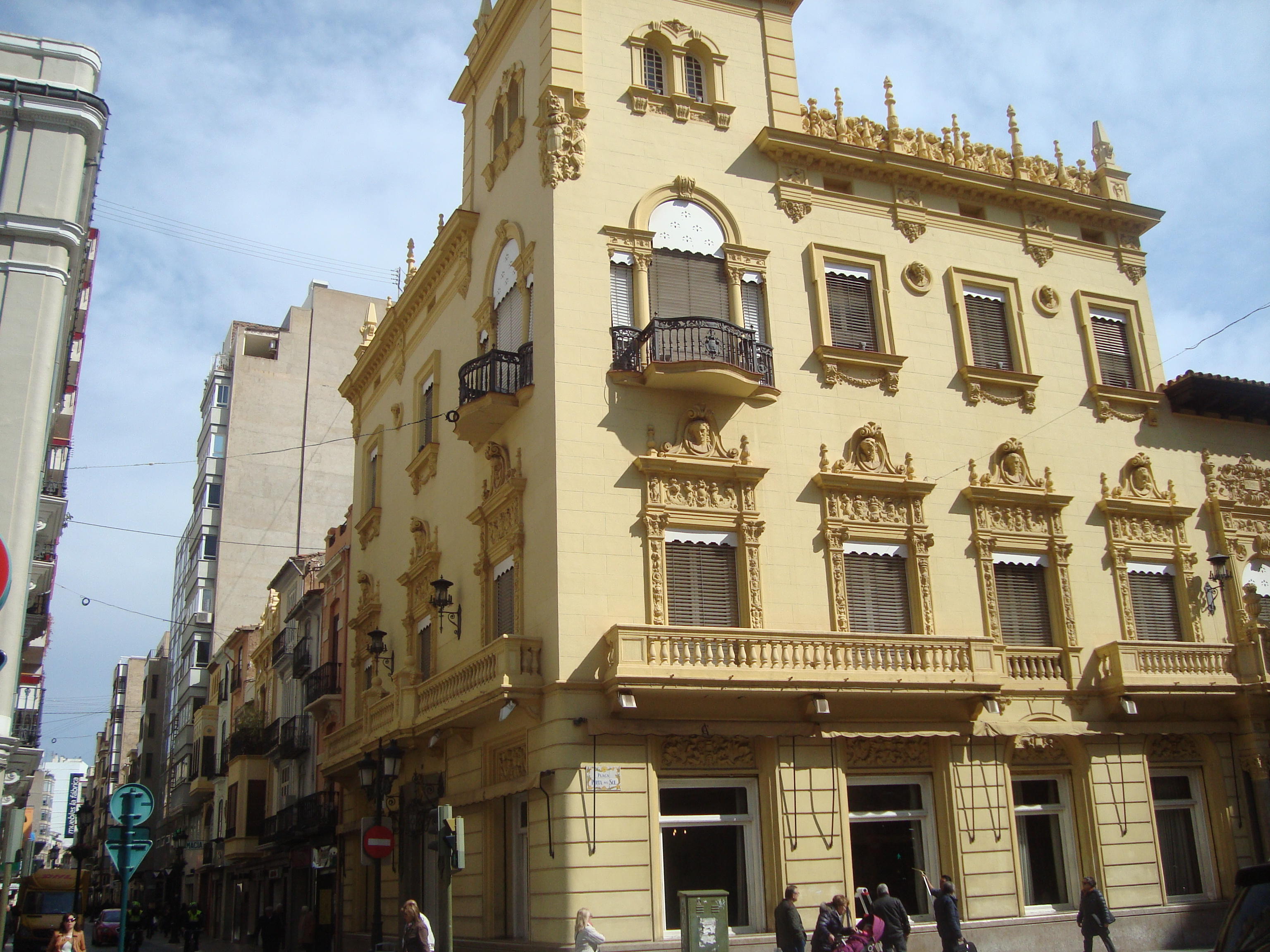
Casino ancien (Castellón de la Plana)

- Parc Ribalta
- Auditorium et Palais des Congrès
- Théâtre Principal
- Casino ancien (Castellón de la Plana) Llotja del Cànem
- Bâtiment de la poste de Castellón de la Plana Casino Ancien
- Plaça de la Mar

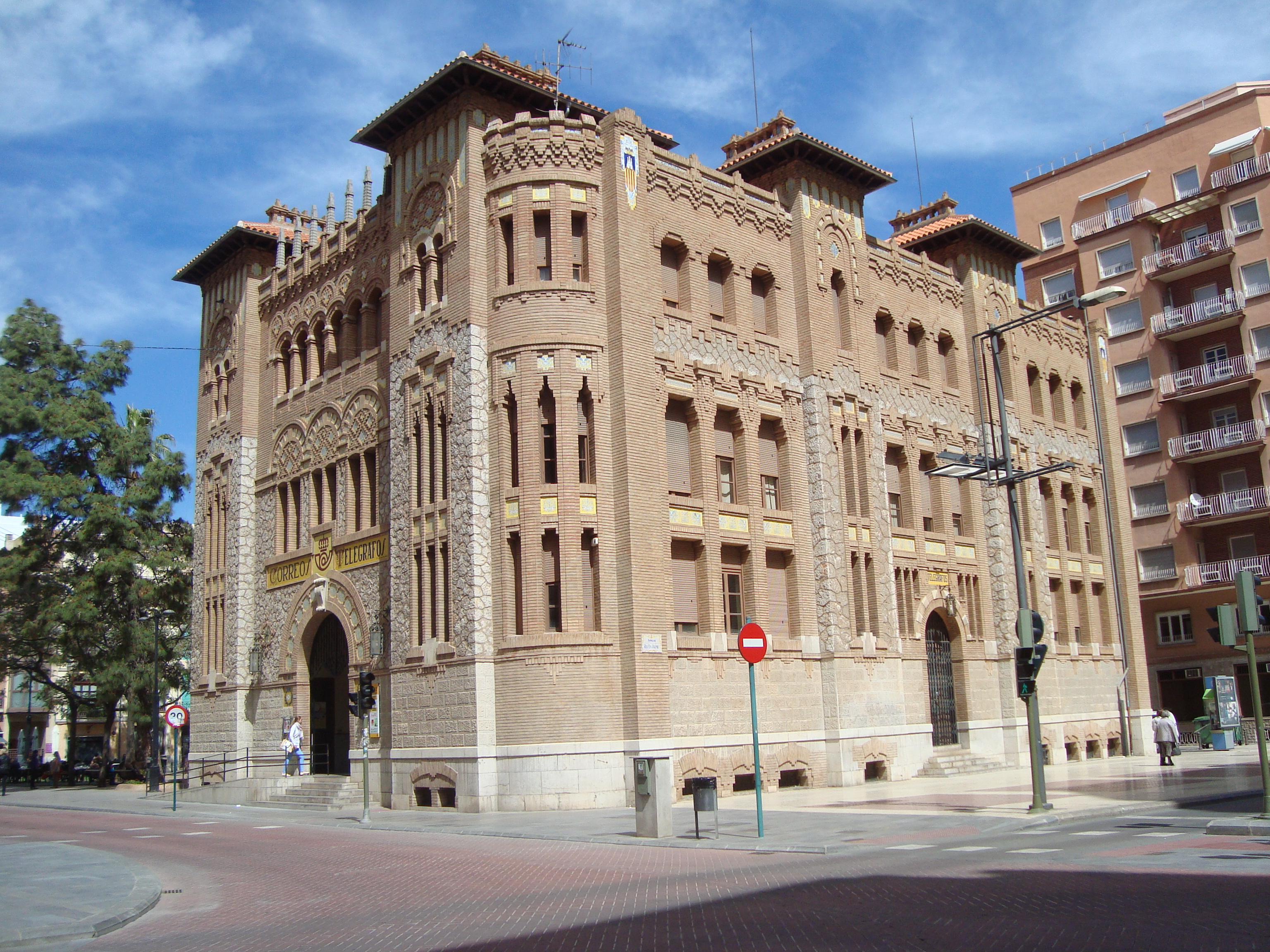
Bâtiment de la poste de Castellón de la Plana

- Parc Municipal del Meridià, dans lequel se croisent le méridien 0° de Greenwich et le parallèle 40° de latitude nord, point marqué par un monolithe.
- Villa romaine de Vinamargo

### Musées
- Le musée des Beaux-Arts, inauguré en 2001, possède une collection permanente des œuvres de Juan de Juanes, du studio de Zurbarán, de Francisco Ribalta, de Gregori Bausà, de Martin Torner, de David Teniers, du Mestre de la Porciuncula, de Juan Bautista Porcar, ainsi que de nombreux tableaux d'artistes de la région des deux derniers siècles.
- Le Planétarium, inauguré en 1991, se situe dans le Paseo Marítimo de la plage de Pinar. En plus d’offrir une expérience d’astronomie, quatre pièces supplémentaires hébergent des expositions temporaires et permanentes, ainsi qu’un calendrier complet d’activités pour des observations astronomiques, des discussions et des conférences.
- Le Espace d'Art contemporain, collectionne des pièces d’art moderne, de périodes musicales et de films depuis son inauguration en 1999.
- Le Musée ethnologique offre un exemple de culture typique de la ville, de son développement urbain et de sa vie traditionnelle. Il est maintenant situé sur la rue Caballers.
- Le Musée d’histoire militaire est situé dans le vieux quartier de Tetuán XIV. Il regroupe plus de 3000 articles incluant uniformes, insignes, cartes, et pièces de grande taille.

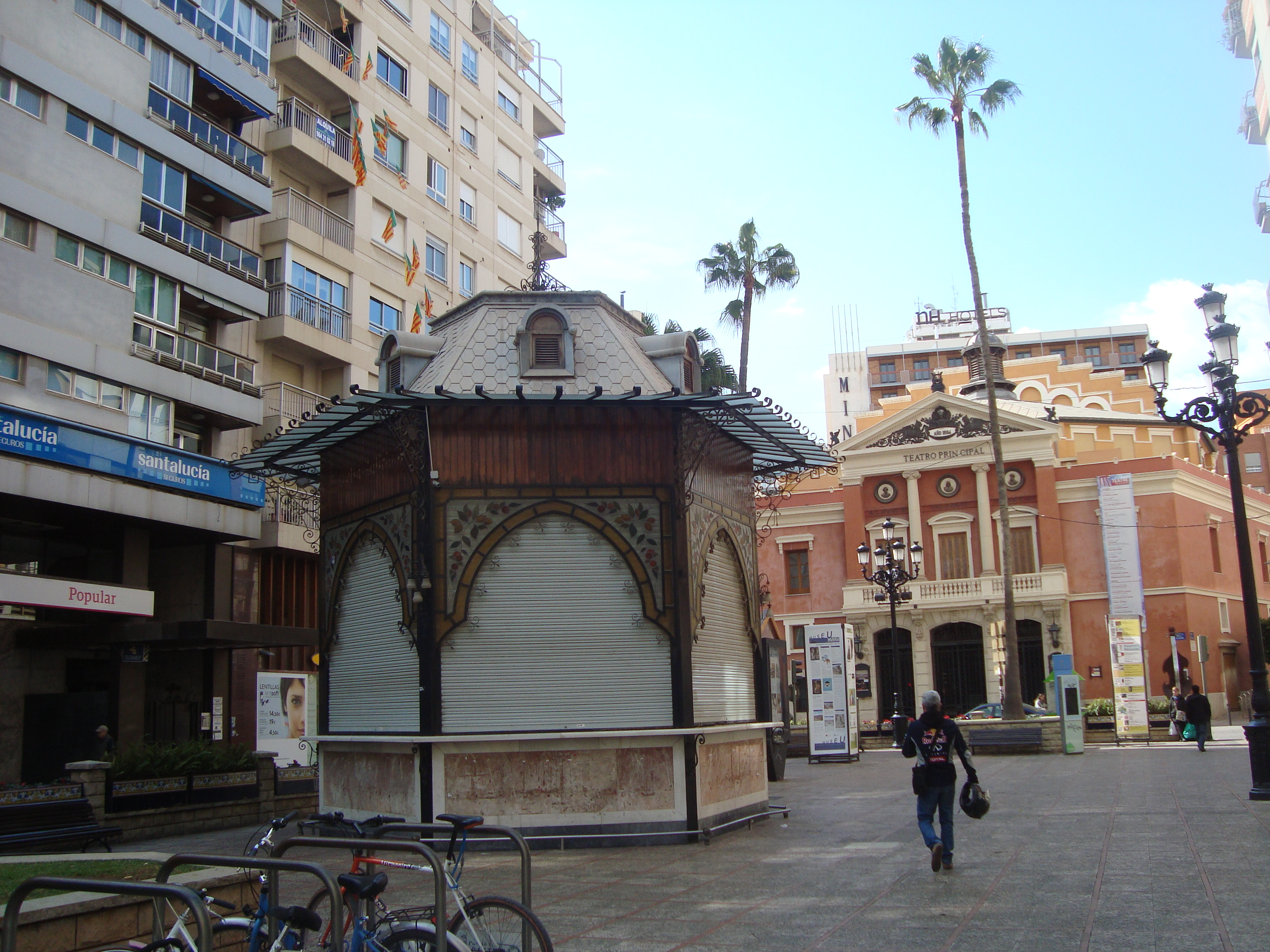
Plaça de la Pau (Castelló de la Plana)

- Plaça de la Pau (Castelló de la Plana)Le Musée de la Mer, inauguré récemment, offre une exposition permanente sur les us et coutumes de la mer de Grau, rassemblant 274 articles dont des équipements de navigation, des cartes, des outils de pêches, des bateaux, et des modèles.

## Fêtes
Les fêtes les plus importantes sont celles de la Madeleine. Elles se célèbrent le troisième samedi de carême et durent neuf jours. Le point culminant est la Romeria de les canyes, pendant lequel on se rappelle le transfert de la cité depuis la colline de la Magdalena jusqu'à la plaine.
Dans le district du Grau, les fêtes les plus importantes sont celles de saint Pierre, son patron : Festes del Grau de Castelló.

## Personnalités
- Eva Alcón Soler, universitaire spécialiste de l'étude de la langue anglaise. rectrice de l'université Jaume I;
- Joan Barreda Bort, pilote de rallye-raid et de motocross;
- Roberto Bautista-Agut, joueur de tennis;
- Miguel Ángel Silvestre, acteur;
- Manuel Cubedo, guitariste, collaborateur de Montserrat Caballé, Josep Carreras, Joan Serrat etc.;
- Daniel Fortea i Guimerà, guitariste;
- José Jimeno Agius, homme politique, député de Castellón de la Plana au XIXe siècle;
- Roberto Merhi, pilote de Formule 1;
- José Roig Armengote, républicain espagnol engagé dans la résistance française;
- Pablo Molinero (1977-), acteur;
- Carmen Arrufat (2002-), actrice.

## Sports

### Arrivées duTour d'Espagne
- 2004 :  Óscar Freire

## Jumelages
Castellón de la Plana est jumelée avec :
- Châtellerault (France) depuis le 27 février 1987.